# Gérard Fromanger
Gérard Fromanger (Jouars-Pontchartrain, 6 de setembre de 1939 - París, 18 de juny de 2021) va ser un artista visual francès. Com a pintor va emprar el collage, l'escultura, la fotografia, el cinema i la litografia, i va estar associat al moviment artístic francès de les dècades del 1960 i 1970 d'art pop anomenat Nouvelle figuration. Fromanger també es va associar amb el fotorealisme.

## Biografia
Fromanger va estudiar a l'École des Beaux-Arts de París, on va fer la seva primera exposició individual el 1966, i després a l'Académie de la Grande Chaumière. Va ser amic de Jacques Derrida, Jacques Prévert i dels germans Alberto i Diego Giacometti. Souffles, una sèrie de grans escultures de carrer translúcides, va cridar l'atenció de la crítica el 1968.
Va ser un dels fundadors de l'Atelier Populaire des Beaux Arts el maig de 1968, el qual va produir centenars de cartells i eslògans del maig del 68 acompanyant la lluita d'estudiants i treballadors. També va col·laborar amb Jean-Luc Godard per a la realització el curtmetratge Film-Tract n° 1968. La vida urbana i la societat de consum són temes representats en la seva obra. A principis dels anys 1970 va viatjar a la Xina mercès al cineasta neerlandès Joris Ivens.
El moviment de la Nouvelle figuration és considerat una reacció contra l'art abstracte amb un vessant més polític que l'art pop estatunidenc. Fromanger ha estat considerat com un crític social que pren una posició política sense deixar de banda la dimensió poètica.
Michel Foucault, un amic de Fromanger, va escriure sobre el seu treball a Photogenic painting. El 2005, una exposició titulada Gérard Fromanger: rétrospective 1962–2005, es va exhibir a diverses galeries de França, Bèlgica, Luxemburg i Suïssa. Al final de la seua vida, Fromanger va viure i treballar tant a Siena com a París.